# Naná Vasconcelos
Pour les articles homonymes, voir Vasconcelos.
Juvenal de Hollanda Vasconcelos dit Naná Vasconcelos, né le 2 août 1944 à Recife et mort le 9 mars 2016 dans la même ville, est un percussionniste brésilien.

## Biographie
Vasconcelos a appris à jouer de toutes les percussions brésiliennes mais s'est spécialisé depuis les années 1960 dans le berimbau. Il est allé à Rio de Janeiro où il a joué avec le chanteur Milton Nascimento. C'est là que Gato Barbieri l'a découvert en 1970 et l'a embauché dans son orchestre. Ils ont joué au Festival de jazz de Montreux, à New York, et entreprirent une tournée en Europe. Ensuite, Vasconcelos resta à Paris, où il a réalisé son premier album Africa Deus.
À son retour au Brésil, il réalise l'album Amazonas et commence sa collaboration avec Egberto Gismonti. À New York, il a fondé avec Don Cherry et Collin Walcott le groupe Codona. Il a travaillé aussi avec le groupe de Pat Metheny ainsi qu'avec Trilok Gurtu, Jan Garbarek, Arild Andersen, Andy Sheppard, Jim Pepper, Jean-Marie Machado et Paul Simon. 
En 1995, il a été directeur artistique du Festival international des percussionnistes de Salvador de Bahia. En 2005 un documentaire Vasconcelos, Salis, Consolmagno le présente avec Antonello Salis et Peppe Consolmagno. Vasconcelos a écrit des musiques pour les chorégraphes Pina Bausch, Jonathan Lunn et John Neumeier.

## Discographie sélective
- Africa Deus, 1973 (Saravah)
- Amazonas, 1973 (Philips)
- Saudades, 1979 (ECM)
- Kundalini, 1978, avec Perry Robinson et Badal Roy
- Codona 1, 1978 avec Collin Walcott, Don Cherry (ECM)
- Codona 2, 1980 (ECM)
- Codona 3, 1982 (ECM)
- Eventyr, 1981, avec Jan Garbarek et John Abercrombie (ECM)
- Offramp, 1982, avec Pat Metheny, Lyle Mays et Steve Rodby (ECM)
- Zumbi, 1983
- Works, 1984, avec Pat Metheny, Charlie Haden, Michael Brecker et Jack DeJohnette (ECM)
- Duas Vozes - Egberto Gismonti et Naná Vasconcelos, 1984 (ECM)
- Nanatroniko, 1985 (Bagaria)
- Bush Dance, 1986, avec Erasmo Vasconcelos, Clive Stevens, Peter Scherer, Arto Lindsay et Mário Toledo
- Asian Journal, 1988, avec Steve Gorn, Mike Richmond et Badal Roy
- Legend of the Seven Dreams, 1988, avec Jan Garbarek (ECM)
- Rain Dance - Naná Vasconcelos et The Bushdancers, 1989, avec Don Cherry, Cyro Baptista, Peter Scherer et Teese Gohl
- Lester - Naná Vasconcelos & Antonello Salis, 1990
- If You Look Far Enough, 1993, avec Arild Andersen et Ralph Towner
- Contando Estórias, 1994
- Storytelling, 1995
- Contando Estorias, 1995
- Inclassificable, 1995, avec Andy Sheppard et Teve Lodder
- Fragments: Modern Tradition, 1997
- Contaminação, 1999
- Saravah compilation, 1999
- Fragmentos, 2001, avec Domínio Público
- Minha Lôa, 2002, avec João de Souza Leão, Pedro Amorim, Don Cherry, Kiko Klaus, Erasto Vasconcelos et Guga e Murilo
- Vasconcelos e Assumpção - isso vai dar repercussão, 2004, avec Itamar Assumpção
- Vasconcelos, Salis, Consolmagno - Vasconcelos, Salis, Consolmagno, 2005
- Chegada, 2005
- Trilhas, 2006
- Sinfonia & Batuques, 2011
- 4 Elementos, 2013

## Musiques de films
- Les Naufragés de l'île de la Tortue de Jacques Rozier, 1974
- Amazone de Mika Kaurismäki, 1991
- Because Why de Arto Paragamian, 1993
- Tigrero: A Film That Was Never Made de Mika Kaurismäki, 1994
- O Sertao das Memorias de José Araujo, 1996
- Quase Dois Imaos/ Almost Brothers de Lúcia Murat, 2004